# FJ-1 (航空機)
FJ-1 フューリー
- 用途：艦上戦闘機
- 製造者：ノースアメリカン
- 運用者： アメリカ合衆国（アメリカ海軍）
- 初飛行：1946年9月11日
- 生産数：33機（うち試作機3機）
- 運用開始：1947年10月

FJ-1 フューリー（英: North American FJ-1 Fury）は、ノースアメリカン社が開発したアメリカ海軍初の作戦用ジェット戦闘機（艦上戦闘機）のひとつ。社内呼称は試作機がNA-134・NA-135、生産型がNA-141。ノースアメリカンFJは各型とも「フューリー」と呼ばれるが、FJ-2以降はアメリカ空軍のF-86の海軍仕様機なのでF-86の項で説明することとし、本項ではFJ-1のみ扱う。

## 設計と開発
XFJ-1は1944年にマクダネルF2D（F2H）、ヴォートF6Uとともに設計指示が出された。本機体はターボジェットエンジン1基を搭載し、直線翼と前輪式着陸装置を持つ。主翼、尾翼およびキャノピーはP-51 マスタングの設計を流用していた。このデザインはアメリカ空軍の戦闘機F-86セイバーの原型であるXP-86のベースにもなった。
試作機の初飛行は1946年9月11日に行われ、生産型30機の配備は1947年10月から始まった。フューリーの航空母艦への最初の着艦は1948年3月10日、航空母艦「ボクサー」において行われた。配属先はVF-5で、航空母艦でのジェット機の運用の道をひらき、またジェット機の離艦時におけるカタパルト装備の必要性を印象付けた。フューリーはカタパルトなしでも発艦することができたが、混雑した飛行甲板では実用性は低かった。また、ジェットエンジンは低速域では極めて効率が悪く、燃料も多量に消費する。当然ながら速度ゼロの発艦時には、ジェットエンジンの効率は最低となる。ジェット機の運用においてカタパルトなしで発艦するのは、非常に危険、かつ上昇力は低く、また発艦時には多大な燃料を消費し航続距離は小さくなり、通常任務に適したものではなかった。
当時は音速域付近において衝撃波発生を遅らせる手段としての後退翼は知られておらず、FJ-1も上記の通りP-51から流用した直線翼を採用していた。しかしP-51の層流翼は当時としては最新の翼型であり、FJ-1開発当初においてこれより新型の翼型の採用など思いもよらない事であった。F-86/FJ-2において後退翼が採用されたのは、第二次世界大戦の終了によりドイツより後退翼の技術の導入があったためである。1940年代は航空技術が急速に発達した時期で、僅かな差によって決定的な性能の差異が生じる事があり、その顕著な例のひとつである。
また主翼にはダイブブレーキが装備されたため折り畳みには適さず、翼の折り畳み装置は装備されなかった。その代わり格納庫スペースを節約するために「頭下げ機構」が装備され、前方のFJ-1の上げた尾部の下に頭を入れるような仕組みになっていた。これは旋回させることのできる前輪とともに本機の特徴であった。

## 経歴
量産型（社内呼称NA-141）は当初100機の発注を受けたが、主にノースアイランドでの試験に使用する30機に減らされ、また1948年8月から実戦部隊のVF-5A（後にVF-51と改称）が使用した。VF-51は1949年5月まで航空母艦「ボクサー」で任務に就いたが、その後、F9F-3パンサーと交替して段階的に姿を消した。
FJ-1は1953年にはアメリカ海軍予備部隊からも引退した。その短い配備期間の1つのハイライトは、1948年9月のジェット機のためのベンディクス・トロフィー・レースでのVF-51の優勝だった。VF-51は7機のFJ-1でエントリーし、カリフォルニア州ロングビーチから飛び立ち、オハイオ州クリーブランドまで飛行した。VF-51はカリフォルニア州空軍のF-80シューティングスター2機を抑え、4位までを独占した。

## 各型
XFJ-1
試作型。3機製作。シリアル39053 - 39055
FJ-1
量産型。30機製作。シリアル120342 - 120371

## 運用者
- アメリカ海軍

## 現存する機体
- F-86の項目内の機体が多く、調べる際に手間となるため、FJ-2/3も以下にまとめてある。

| 型名          | 番号             | 機体写真 | 所在地                      | 所有者                               | 公開状況 | 状態     | 備考                                                          |
| ------------- | ---------------- | -------- | --------------------------- | ------------------------------------ | -------- | -------- | ------------------------------------------------------------- |
| FJ-1          | 120349 141-38401 |          | アメリカ カリフォルニア州   | ヤンクス航空博物館                   | 公開     | 静態展示 |                                                               |
| FJ-1          | 120351 141-38403 |          | アメリカ 首都特別区         | 国立航空宇宙博物館                   | 非公開   | 保管中   |                                                               |
| FJ-2          | 132023 181-97    |          | アメリカ フロリダ州         | 国立海軍航空博物館                   | 公開     | 静態展示 |                                                               |
| FJ-2          | 132057 181-131   |          | アメリカ カリフォルニア州   | 航空母艦ホーネット博物館             | 公開     | 静態展示 |                                                               |
| FJ-3          | 135841 194-68    | 写真     | アメリカ サウスカロライナ州 | ビューファート海兵隊航空基地         | 公開     | 静態展示 | 基地入口前に展示されている。                                  |
| FJ-3          | 135867 194-94    |          | アメリカ カリフォルニア州   | プレインズ・オヴ・フェイム航空博物館 | 公開     | 静態展示 |                                                               |
| FJ-3          | 135868 194-95    |          | アメリカ ニューヨーク州     | イントレピッド海上航空宇宙博物館     | 公開     | 静態展示 |                                                               |
| FJ-3          | 135883 194-110   | 写真     | アメリカ カリフォルニア州   | 航空母艦ミッドウェイ博物館           | 公開     | 静態展示 | 以前は飛行海兵航空博物館にあった。                            |
| FJ-3          | 136032 194-259   | 写真     | アメリカ アラバマ州         | ミドルトン飛行場                     | 公開     | 静態展示 |                                                               |
| FJ-3          | 136119 194-346   |          | アメリカ オレゴン州         | エヴァーグリーン航空宇宙博物館       | 公開     | 静態展示 |                                                               |
| FJ-3M         | 141393 215-99    | 写真     | アメリカ ノースカロライナ州 | ヒッコリー航空博物館                 | 公開     | 静態展示 | 左記施設が最初に入手した展示物。                              |
| (CA-27 Mk.30) | A94-916 CA27-16  |          | アメリカ インディアナ州     | クラーク郡空港                       | 公開     | 静態展示 | FJ-3 136049号機の塗装がされている。FJ-3とは機銃などが異なる。 |

## 要目（FJ-1）
- 乗員： 1 名

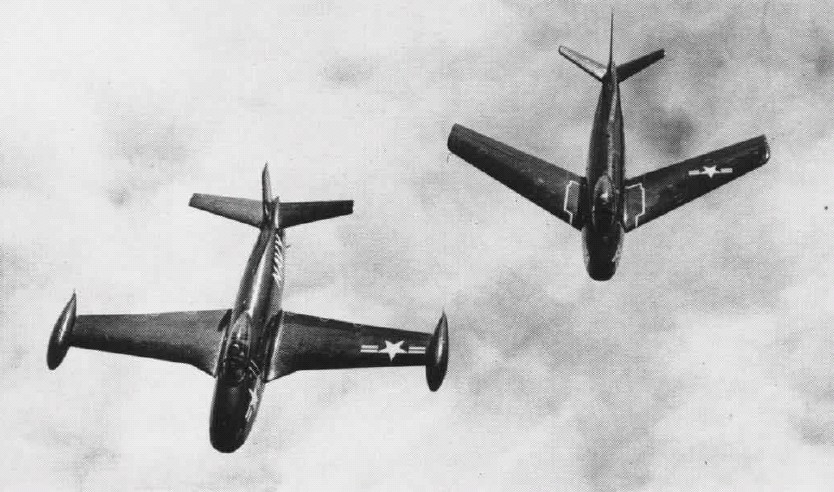
FJ-1 と FJ-2 （1952年）

- 全幅： 11.63 m （38 ft 2 in）
- 全長： 10.49 m （34 ft 5 in）
- 全高： 4.52 m （14 ft 10 in）
- 翼面積： 20.53 m2 （221 ft2）
- エンジン：アリソン J-35-A-2 ターボジェット（推力 4,000 lb）× 1 基
- 空虚重量： 4,011 kg （8,843 lb）
- 全備重量： 7,092 kg （15,600 lb）
- 最高速度： 879 km/h （546 mph）（2740 m （9,000 ft））
- 離陸時上昇率： 毎分 1,000 m（3,300 ft）
- 上昇限度： 9,750 m（32,000 ft）
- 航続距離（フェリー）： 2,414 km （1,500 マイル）
- 武装： 12.7mm 重機関銃×6

## 参考資料
- Taylor, John, W.R., ed. Jane's All the World's Aircraft 1965-1966. London: Jane's All the World's Aircraft, 1967. ISBN 0-7106-1377-6.
- Wagner, Ray. The North American Sabre. London: Macdonald, 1963. No ISBN.
- Winchester, Jim, ed. Military Aircraft of the Cold War (The Aviation Factfile). London: Grange Books plc, 2006. ISBN 1-84013-929-3.
- Swanborough, Gordon and Bowers, Peter M.United States Navy Aircraft Since 1911. Annapolis, MD: Naval Institute Press, 1976. ISBN 0-87021-968-5.